# Tomoyuki Hirase
Tomoyuki Hirase, född 23 maj 1977 i Kagoshima prefektur, Japan, är en japansk tidigare fotbollsspelare.